# Chacho Muller
Chacho Müller (Buenos Aires, 2 de enero de 1929 - Rosario, 23 de mayo de 2000) fue un compositor, arreglador, guitarrista, pianista e intérprete argentino de música folclórica.
Fue el creador del género «canción del litoral».
Por su aporte a la música de raíz folclórica es considerado uno de los músicos más representativos del Litoral.

## Biografía
Nació en Buenos Aires, a los dos años su familia se mudó al barrio rosarino de La Tablada.
A los cinco años comenzó a aprender a tocar el piano y a los catorce la guitarra.
En 1964, a los 35 años, comenzó a escribir canciones, que acompañaba con la guitarra.
Así aparecieron:
- Cofre de sueños
- Corazón de curupí (que Los Trovadores popularizaron en 1965).
- Creciente abajo
- Juancito en la siesta
- La isla (que tiene el primer compás idéntico al chamamé Kilómetro 11 [1940], de Tránsito Cocomarola) y
- Pampa gringa.[1]

Cada tema tiene su vida propia y cuando llega la letra también. Cuando ya tengo escrita la música y tengo que acomodar las letras, trato de que las agudas o las esdrújulas vayan donde tienen que ir en cada copla. No como hacen los roqueros o los folcloristas, que no respetan nada, y como sí hacen los tangueros, que son muy respetuosos.
Chacho Muller

El folclorista pergaminense Atahualpa Yupanqui le escribió en 1966:

Chacho, aunque usted no compusiera más nada ―cosa que dudo mucho― con La isla ya ha cumplido su deber de músico.
Atahualpa Yupanqui

Muchos músicos realizaron versiones de las canciones de Múller, como:
- Los Arroyeños
- Luis Baetti, que en su álbum Canción creciente (2010) interpreta canciones de Múller.
- Raúl Carnota
- Jorge Fandermole
- Liliana Herrero
- Enrique Llopis
- Miguel Zurdo Martínez
- Mercedes Sosa
- Daniel Toro
- Los Trovadores
- Dúo Siembra
- María Silva

Se considera que Chacho Múller creó la «canción litoraleña», como balada chamamecera pero más abierta, con una poesía más universal que el rígido chamamé y al mismo tiempo con una fuerte descripción del paisaje.
Integró varios grupos de folclore, siendo el más conocido Inti Súmaj, que formaron el charanguista Jaime Torres y los pianistas Hilda Herrera y Edgard Tucho Spinassi.
Invitaba a pasear en su bote por el río Paraná a los músicos que invitaba a su casa.
Una vez llevó a Mercedes Sosa, Daniel Toro y algunos otros ilustres músicos, y bromeó: «Si se me hunde el bote desaparece medio país folclórico».
Llevó una vez a pescar a la isla a los integrantes de la Orquesta Sinfónica de Moscú (de paso por Rosario), que terminaron en su casa comiendo los dorados que habían pescado en el río Paraná.
Siempre tuvo problemas económicos. En realidad vivía de la carpintería, tenía un taller en el fondo de su casa y con eso mantenía a su familia. El músico isleño decía que todos los males con los que tenía que convivir se le olvidaban cuando se sentaba al piano. Decía ser antiperonista.
En los últimos años, Múller actuaba en recitales ocasionales. La última vez que actuó fue en marzo del 2000, dos meses antes de su fallecimiento. Chacho Múller compuso hasta los últimos días de su vida. Falleció a los 71 años debido a un cáncer de colon.

Chacho Muller representa como músico esa fusión extraordinaria que tiene el paisaje de la provincia de Santa Fe. La música de Chacho fusiona el litoral y la pampa agraria (cielos, islas, río y campo).
Suma Paz, cantautora folclórica

Chacho Muller fue un creador de la llanura y del río, con las visiones del mundo y los imaginarios que se forman en estos paisajes. Como tal, dominaba rasgos propios de géneros tradicionales, como la milonga, el triunfo, la huella, pero también la rítmica ternaria del chamamé, que el modeló según su propia sensibilidad hasta darle la suavidad necesaria para sus canciones de máxima delicadeza e intimidad, las que él llamaba «canciones del litoral».
Comenzó a gestar su obra a edad madura, con recursos y conocimientos que le venían de su tradición de pampa gringa y de conocedor del río, y algunos otros que recibía como autodidacta de los amigos artistas de su generación. Con eso, la lucidez poética y un fuerte sentido crítico musical ―más intuitivo que académico―, sumado a cierta intrepidez armónica, le alcanzó para dejar una obra contundente y de enorme influencia.
Jorge Fandermole, cantautor andinense

En 2011, la Municipalidad de Rosario planea hacer un CD de homenaje a Chacho Múller.[cita requerida]

## Discografía
En cuarenta años de trayectoria Chacho Múller recibió dos propuestas para grabar sus temas y dejarlos registrados discográficamente.

### Chacho Muller (disco)
Su primer álbum, Chacho Müller de 1988, fue producido por el cantautor Enrique Llopis y editado por el sello Redondel.

Con todo orgullo, como música y amiga, he querido dejar mi palabra y mi aplauso ante esta aparición ―durante tanto tiempo relegada― de Chacho Muller, intérprete de su propia obra, que sin duda marca un hito en la música del litoral argentino.
Hilda Herrera, pianista

El disco se grabó en el estudio Los Prados y contó con la participación de los músicos
Juanjo Domínguez,
Miguel Zurdo Martínez,
Oscar Alem,
Enrique Llopis,
Obi Homer e
Iber Ruiz.
Los arreglos musicales fueron realizados por Juanjo Domínguez y Chacho Múller.

### Monedas de sol
El segundo disco ―Monedas de sol― fue producido en el año 1998
,
por la editorial municipal :e (m) r;
.
Su productor artístico fue Jorge Fandermole (1956).
y su arreglador el Negro Carlos Aguirre (1965).
Aguirre cuenta: «Cuando surgió la posibilidad del disco lo llamé a Múller, que vivía en Rosario, y le pedí que me alojara en su casa. Él era un hombre muy parco, pero esto terminó siendo una cosa de mucha intimidad. Antes de llegar al piano, pasábamos por álbumes de fotos y una serie de informaciones extramusicales de mucho significado para mí. Fue una de las experiencias más intensas de mi vida».
En este disco participaron como invitados especiales
la compositora y pianista Hilda Herrera,
el guitarrista Miguel "Zurdo" Martínez,
la compositora e intérprete Suma Paz,
el cantautor Carlos Pino y
la famosa cantante Mercedes Sosa.

#### Músicos participantes en cada canción[8]
1) Pescadores de mi río
- Carlos Negro Aguirre: acordeón, arreglos
- Pepe Ferrer: guitarra
- Chacho Müller: voz
  - Mercedes Sosa hace una versión de esta canción en su disco Gestos de amor.

2) ¡Ay, sino...!
- Carlos Negro Aguirre: piano, arreglos
- Chacho Müller: voz
- Juancho Perone: bombo, accesorios

3) La isla
- Carlos Negro Aguirre: piano, teclados, arreglos
- Miguel Zurdo Martínez: guitarra
- Chacho Müller: voz

4) Ay, soledad
- Carlos Negro Aguirre: piano, arreglos
- Alberto Corvalán: 2.º violín
- Rodolfo Marchesini: 1.º violín
- María Jesús Olondriz: violonchelo
- Carlos Pagura: contrabajo
- Mercedes Sosa: voz
- Paula Weimuller: viola
  - Mercedes Sosa hace una versión en su disco acústico.

5) Luna de los guitarreros
- Carlos Negro Aguirre: piano, teclado, arreglos
- Myriam Cubelos: voz
- Pepe Ferrer: guitarra
- Chacho Müller: voz
- Juancho Perone: bombo, accesorios
- Vilma Salinas: voz

6) Creciente abajo
- Carlos Negro Aguirre: acordeón
- Pepe Ferrer: guitarra
- Chacho Müller: voz

7) Tonada de la paloma perdida
- Pepe Ferrer: guitarra
- Chacho Müller: voz, piano

8) Fogón de ausencia
- Carlos Negro Aguirre: piano, teclado, arreglos
- Miguel Zurdo Martínez: guitarra
- Chacho Müller: voz

9) Creciente de nueve lunas
- Edgar Ferrer: guitarra
- Chacho Müller: voz
- Susana Rinesi: flauta

10) Mariano el abanderado
- Pepe Ferrer: guitarra
- Chacho Müller: voz, piano
- Juancho Perone: bombo, accesorios

11) Juancito en la siesta
- Carlos Negro Aguirre: piano, teclado, arreglos
- Alberto Corvalán: 2.º violín
- Marchesini, Rodolfo: 1.º violín
- Chacho Müller: voz
- Olondriz, María Jesús: violonchelo
- Carlos Pagura: contrabajo
- Paula Weimuller: viola

12) Monedas de sol
- Carlos Negro Aguirre: piano, coros, arreglos
- Chacho Müller: voz
  - Se trata de un reservado homenaje al escritor porteño Jorge Luis Borges.
  - Esta canción fue versionada por Los Trovadores y Liliana Herrero.

13) Botecitos de papel
- Carlos Negro Aguirre: piano, teclado, arreglos
- Carlos Pino: voz, guitarra
- Susana Rinesi: flauta
  - Mercedes Sosa realizó una versión en sus discos.

14) Las dos Juanas
- Carlos Negro Aguirre: teclado, piano, arreglos
- Chacho Müller: voz
- Susana Rinesi: flauta

15) Mujer de la isla
- Carlos Negro Aguirre: teclado, piano, arreglos
- Chacho Müller: voz

16) Corazón de curupí
- Carlos Negro Aguirre: teclado, piano, arreglos
- Miguel Zurdo Martínez: guitarra
- Chacho Müller: voz

17) Pampa gringa (huella).
- Carlos Negro Aguirre: teclado, piano, arreglos
- Pepe Ferrer: guitarra
- Suma Paz: voz

18) Adiós, niña
- Carlos Negro Aguirre: teclado, piano, arreglos
- Alberto Corvalán: 2.º violín
- Rodolfo Marchesini: 1.º violín
- Chacho Müller: voz
- María Jesús Olondriz: violonchelo
- Carlos Pagura: contrabajo
- Paula Weimuller: viola

19) La niñez
- Hilda Herrera: piano, arreglo
- Chacho Müller: voz
  - Myriam Cubelos lo interpreta en su disco Aroma de leña verde, con el piano de Carlos Aguirre, uno de los arreglos para piano folclórico más exquisitos.
  - Mercedes Sosa lo versiona con el piano de Popi Spatocco.

20) Coplas de la distancia
- Carlos Negro Aguirre: teclado, piano, arreglos
- Chacho Müller: voz
- Juancho Perone: bombo, accesorios.

#### Presentación en vivo de «Monedas de sol»
Monedas del sol fue presentado el 12 de febrero del 2000 ―tres meses antes de su muerte― en el Anfiteatro Municipal de Rosario Humberto de Nito. En esa oportunidad participó
el compositor porteño Raúl Carnota,
la cantautora santafesina Suma Paz,
su amigo el guitarrista Carlos Pino (del grupo folclórico Los Trovadores),
el percusionista Juancho Perone y
numerosos artistas locales.